# Грейт-Сайпресс
Грейт-Сайпресс (англ. Great Cypress Swamp, дословно c англ. — «Большое Кипарисовое болото») — болото в США в штатах Делавэр и Мэриленд. Представляет собой массив болотных лесов из таксодиума двурядного и кипарисовника туевидного площадью около 5000 га. Исторически площадь массива достигала 20000 га.
Болото расположено на полуострове Делмарва в бассейне реки Покомок. Большая его часть лежит на высоте 11–12 м над уровнем моря. По состоянию на 2000 год, является крупнейшим непрерывным лесным массивом на полуострове Делмарва.
Среднегодовая температура воздуха 13 °C. В среднем за год выпадает 111,9 мм осадков.